# アントニオ・ピエトランジェリ
アントニオ・ピエトランジェリ（Antonio Pietrangeli, 1919年1月19日 ローマ - 1968年7月12日 ガエータ）は、イタリアの脚本家、映画監督。「イタリア式コメディ」の重要人物である。

## 来歴・人物
1919年1月19日、イタリアの首都ローマに生まれる。
『ビアンコ・エ・ネロ』（Bianco e nero）や『チネマ』（Cinema）といった有名雑誌で映画批評を書き始める。ルキノ・ヴィスコンティ監督の『郵便配達は二度ベルを鳴らす』（1943年）、アレッサンドロ・ブラゼッティ監督の『ファビオラ』（1948年）、ロベルト・ロッセリーニ監督の『ヨーロッパ一九五一年』（1952年）と、アルベルト・ラットゥアーダ監督の『La Lupa』（1952年）といった作品の脚本を、イタリア特有の集団脚本執筆体制のなかで15本ほどに参加する。
1953年、34歳のとき、長篇劇映画『眼の中の太陽』で監督としてデビューした。自作の脚本づくりにルッジェーロ・マッカリとエットーレ・スコラを多く起用した。
1968年7月12日、ラツィオ州ラティーナ県ガエータで映画『Come, quando, perché』の撮影中に自動車事故で死去。49歳没。同作はヴァレリオ・ズルリーニ監督が完成させ、翌1969年7月31日に封切られた。アントニオ・ピエトランジェリは、映画監督で俳優のパオロ・ピエトランジェリの父である。

## フィルモグラフィ
脚本家時代
- 郵便配達は二度ベルを鳴らす Ossessione　1943年　脚本　監督ルキノ・ヴィスコンティ　※脚本家デビュー
- 揺れる大地 La Terra trema　1948年　脚本　監督ルキノ・ヴィスコンティ
- ファビオラ Fabiola　1948年　脚本　監督アレッサンドロ・ブラゼッティ
- 自由は何処に Dov'è la libertà...?　1952年　脚本　監督ロベルト・ロッセリーニ
- ヨーロッパ一九五一年　Europa '51　1952年　脚本　監督ロベルト・ロッセリーニ
- La Lupa　1952年　脚本　監督アルベルト・ラットゥアーダ
- The Guest　1952年　監督　出演ワーナー・アンダーソン、チャールズ・ブロンソン

テレビシリーズ『The Doctor』の第10話
- わたしの罪ではない　1953年　脚本　監督ジャンニ・フランチョリーニ

監督デビュー以降
- 眼の中の太陽 Il sole negli occhi　1953年　監督・原作・脚本　共同脚本スーゾ・チェッキ・ダミーコ、ルチオ・バティストラーダ、ウーゴ・ピッロ、主演ガブリエレ・フェルゼッティ　※監督デビュー作
- ジランドラ1910 Girandola 1910　1953年　監督・脚本　共同脚本エットーレ・スコラ

オムニバス『半世紀の愛』（Amori di mezzosecolo、参加監督マリオ・キアリ、ピエトロ・ジェルミ、グラウコ・ペレグリーニ、ロベルト・ロッセリーニ）の一篇
- Lo scapolo　1955年　監督・脚本　共同脚本サンドロ・コンティネンツァ、ルッジェーロ・マッカリ、エットーレ・スコラ
- Souvenir d'Italie　1957年　監督・脚本　原案ファビオ・カルピ、ネロ・リージ、共同脚本ダリオ・フォー、アジェノーレ・インクロッチ、フリオ・スカルペッリ
- 三月生れ Nata di marzo　1958年　監督・原作・脚本　共同脚本アジェノーレ・インクロッチ、ルッジェーロ・マッカリ、フリオ・スカルペッリ、エットーレ・スコラ、主演ジャクリーヌ・ササール
- Adua e le compagne　1960年　監督・原作・脚本　原作・共同脚本ルッジェーロ・マッカリ、エットーレ・スコラ、共同脚本トゥリオ・ピネリ
- Fantasmi a Roma　1961年　監督・原作・脚本　原案セルジオ・アミディ、原作・共同脚本ルッジェーロ・マッカリ、エットーレ・スコラ、エンニオ・フライアーノ
- La parmigiana　1963年　監督・脚本　原作・脚本ブルーナ・ピアッティ、共同脚本ルッジェーロ・マッカリ、エットーレ・スコラ、ステファノ・ストルッチ
- La visita　1963年　監督・脚本　原作・共同脚本ルッジェーロ・マッカリ、エットーレ・スコラ、ジーノ・デ・サンティス　※第14回ベルリン国際映画祭FIPRESCI賞受賞
- 気ままな情事 Il magnifico cornuto　1964年　監督・脚本　共同脚本ルッジェーロ・マッカリ、エットーレ・スコラ、ステファノ・ストルッチ、ディエゴ・ファブリ、主演ウーゴ・トニャッツィ、クラウディア・カルディナーレ
- 私は彼女をよく知っていた Io la conoscevo bene　1965年　監督・脚本　共同脚本ルッジェロ・マッカリ、エットーレ・スコラ、主演ウーゴ・トニャッツィ、フランコ・ネロ
- Fata Marta　1966年　監督　原作・脚本ロドルフォ・ソネゴ

オムニバス『Le fate』（参加監督マウロ・ボロニーニ、マリオ・モニチェリ、ルチアーノ・サルチェ）の一篇
- Come, quando, perché　1969年　監督・脚本　原作モーリス・マルタン、共同監督ヴァレリオ・ズルリーニ、共同脚本トゥリオ・ピネリ　※遺作